# روبرت جيست
روبرت جيست (بالإنجليزية: Robert Gist)‏ مواليد 1 أكتوبر 1917 في شيكاغو - الوفاة 21 مايو 1998 في كاليفورنيا، الولايات المتحدة، هو ممثل ومخرج أمريكي بدأ مسيرته الفنية سنة 1947.

## الأعمال
- معجزة في شارع 34
- قصة ستراتون
- غان سموك
- بيري ماسون

## روابط خارجية
- روبرت جيست على موقع IMDb (الإنجليزية)
- روبرت جيست على موقع ألو سيني (الفرنسية)
- روبرت جيست على موقع أول موفي (الإنجليزية)
- روبرت جيست على موقع قاعدة بيانات برودواي على الإنترنت (الإنجليزية)
- روبرت جيست على موقع قاعدة بيانات الأفلام السويدية (السويدية)
- روبرت جيست على موقع قاعدة بيانات الفيلم (الإنجليزية)
- روبرت جيست على موقع كينوبويسك (الروسية)